# قتل قراردادی

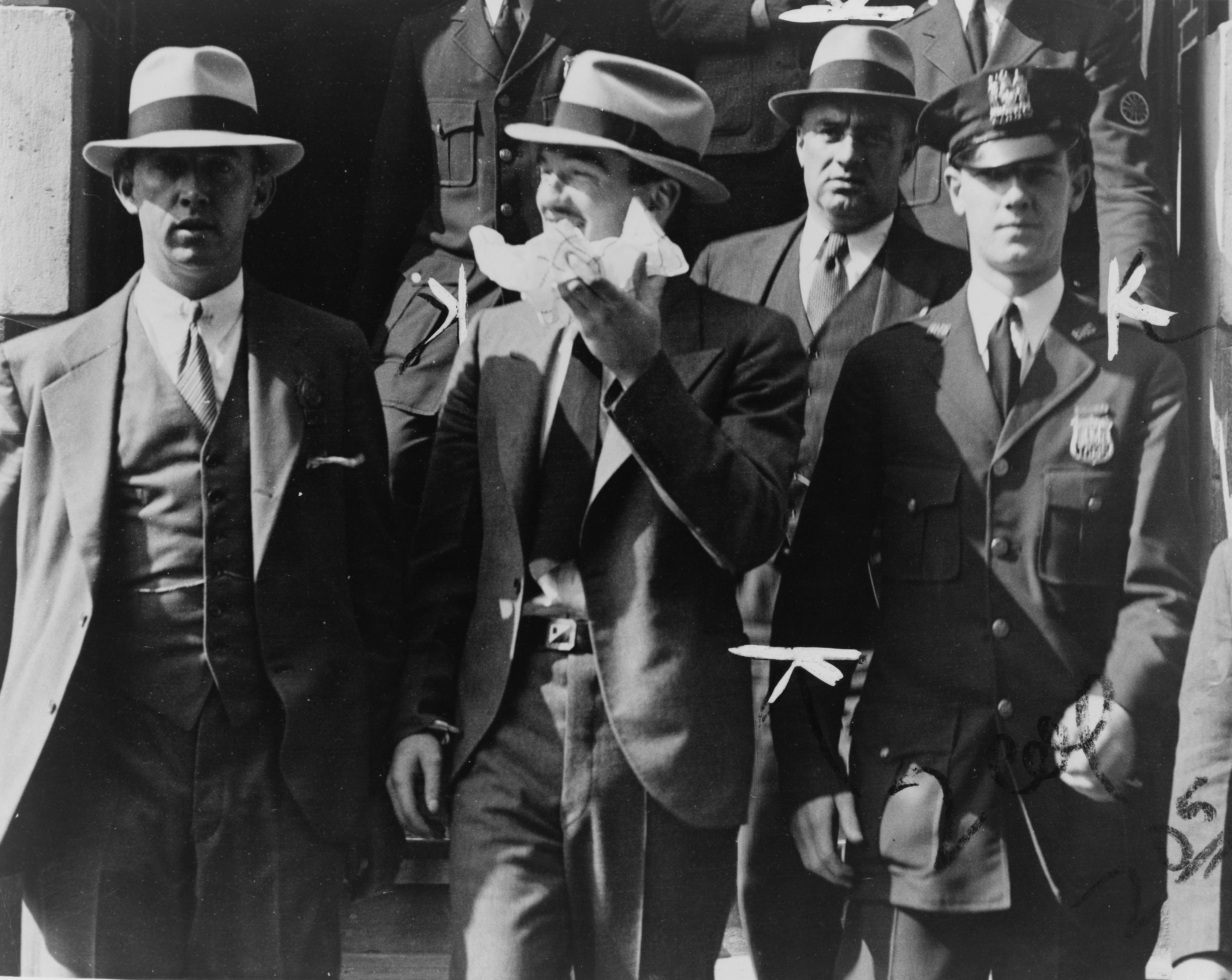
قتل قراردادی

قتل قراردادی نوعی قتل عمد است، که در آن طرفی از قرارداد، طرف دیگر را برای کشتن یک شخص یا گروهی از اشخاص استخدام می‌کند. فرد استخدام شده به‌طور معمول قاتل قراردادی یا هیتمن (به انگلیسی: Hitman) نامیده می‌شود.
به‌طور معمول در ازای قتل انجام‌شده شکلی از پرداخت انجام می‌گیرد. در قانون ایالات متحده آمریکا، استخدام قاتل شامل مجازات حبس با مدت حداقل ۱۵ سال و حداکثر حبس ابد می‌گردد. قاتلان قراردادی ارتباط نزدیکی با خانواده‌های تبهکار و جرائم سازمان‌یافته دارند.